# Iltazar Khan
Iltazar Khan fou kan de Khiva el primer de la dinastia Kongrat del 1804 al 1806.
Era fill de l'inak Iwaz, a la mort del qual fou elegit al seu lloc el seu fill, el prestigiós Kutlugh Murad Beg; però aquest va refusar l'elecció i llavors va ser designat el seu germà Iltazar Inak. Al cap de sis mesos, una nit va comunicar al seu germà Kutlugh Murad Beg que volia ser kan, ja que ni Tamerlà, ni Nadir Shah, ni Muhammad Rahim eren descendents de Genguis Kan i en canvi havien assolit el màxim poder creant-se ells mateixos la seva fortuna. Kutlugh Murad va aprovar la seva decisió i l'endemà el kan Abu l-Ghazi Khan III fou deposat, rebent una pensió i sent enviat de retorn al país dels kazakhs. Al kan li va dir que buscaria un altre al seu lloc però llavors va convocar els ulemes, els notables, els ataliks, els caps tribals (inaks) i els va dir que ell mateix esdevenia kan i que no necessitava cap kan kazakh; els presents van consentir i tots el van beneir excepte Beg Pulad, l'atalik dels uigurs, que li va recriminar la seva conducta i li va demanar imitar l'exemple del seu pare i els seus ancestres; però com que tota la resta feia costat a Iltazar, Beg Pulad finalment va consentir i Iltazar Inak es va proclamar kan com Iltazar Khan. Encara que la venjança contra Beg Pulad va entrar a la seva ment, de moment va concedir robes d'honor i riqueses als presents i es va ocupar de l'exèrcit. L'única oposició eren els yomuds turcmans; cada dia un grup es presentava davant el palau on hi havia un tugh o estendard que havia costat 1.000 miskals d'or; el kan sempre anava precedit per 20 cortesans i rodejat pels seus pretorians.
Iltazar va preparar una campanya contra els yomuds que vivien a la zona entre Astarabad i Gurgan. Els va convidar a deixar els saquejos i robatoris i acceptar la vida pacifica o serien combatuts però no ho van acceptar i els va atacar; uns 500 van morir i un nombre similar foren fets presoners i la resta expulsats cap al desert.
Llavors va preparar una expedició contra Tureh Sufi, cap dels kungrats de l'Aral, però aquí fou rebutjat i va retornar a Khivà. Llavors va planejar marxar contra Bukharà. Altre cop Beg Pulad va sortir al pas dient que era una imprudència; això va revifar l'odi del kan contra aquest personatge, i un dia que els amirs foren convocats a palau, al sortir, Beg Pulad fou retingut i assassinat. La seva família i els uigurs es van revoltar. Després de dues batalles els uigurs foren derrotats i el fill de Beg Pulad va fugir a Bukharà mentre molts dels caps uigurs van morir a la lluita i la resta van acceptar les condicions del vencedor.
Per assegurar el poder a la seva nissaga, Iltazar es va casar amb la filla d'Akhteh Khoja, un sayyid d'il·lustre llinatge que vivia a Urgendj, a la qual va agafar i s'hi va casar per la força, contra la voluntat del seu pare. Després va decidir atacar el Kanat de Bukharà com havia pensat abans. Primer va enviar delegats amb propostes de pau als yomuds invitant-los a tornar a cada; es va dirigir a ells en termes amistosos i els va oferir un pillatge d'una naturalesa nova, en la guerra de conquesta; els yomuds van acceptar i van poder tornar rebent terres a Urgendj. Això va incrementar el poder d'Iltazar que llavors encara va oprimir més al poble que abans. El 1806 va començar a atacar Bukharà. L'historiador Abd al-Kerim era llavors a Urgendj de camí entre Bukharà i Sant Petersburg (com enviat a la cort imperial russa del kan de Bukharà). Va retornar al kanat i va arribar a Karshi on ja va advertir al governador dels preparatius que havia vist.
Un mes després Iltzar va assolar la rodalia de Bukharà i es va emportar 50.000 bens i ovelles i milers de camells. Fins llavors l'emir Haydar Tura no va començar a prendre mesures. Mentre Iltazar va renovar els seus atacs i llavors Haydar va enviar contra ell a Muhammad Niyaz Biy amb 30.000 uzbeks; quan Iltazar ho va saber va reunir els contingents de les tribus Teke, Yomud, Salor, Chaudor, Amir Ali, Bozeji, Uzbek, Kunkurat, Kankali, Mangut i altres, en total 12.000 homes i va marxar seguint l'Oxus. Aviat va sorprendre al fill del dadkhah de Bukharà amb 500 homes que havien anat massa lluny i els va capturar i els van posar lligats en cordes a la porta de la tenda d'Iltazar, que amb la seva gent havia tallat la retirada del gros de l'exèrcit de Bukharà. Els bukharians llavors van decidir atacar i ho van fer de manera vigorosa de manera que molts corasmis en retirar-se es van ofegar al riu; el mateix Iltazar va poder arribar a un bot però molts dels seus hi volien pujar, el bot es va enfonsar i es van ofegar. Els seus germans Hasan Murad Beg i Jan Murad Beg van morir també a la batalla; Kutlugh Murad Beg fou fet presoner, i només un altre germà, Muhammad Rahim, va poder fugir i arribar a Khivà. El famós tugh o estendard corasmi fou capturat, i nombroses persones distingides foren fetes presoners (1806).
Va arribar a encunyar moneda amb la inscripció "Iltazar hereu dels reis de Coràsmia, ha imprès, per la gràcia de Déu, el seu nom a l'or i la plata" però no va arribar a circular; l'anterior està datada el 1801 o 1802 quan encara no era inak. Els bukharians van restaurar la situació anterior a 1804 proclamant a Tuglugh Murad Beg com a inak i a Abu l-Ghazi com a kan, però a Hazarasp i Khivà fou proclamat kan Muhammad Rahim Bahadur Khan I, el germà que havia sobreviscut a la batalla i havia fugit, i Tuglugh Murad Beg el va acceptar com a kan.